# اشپل

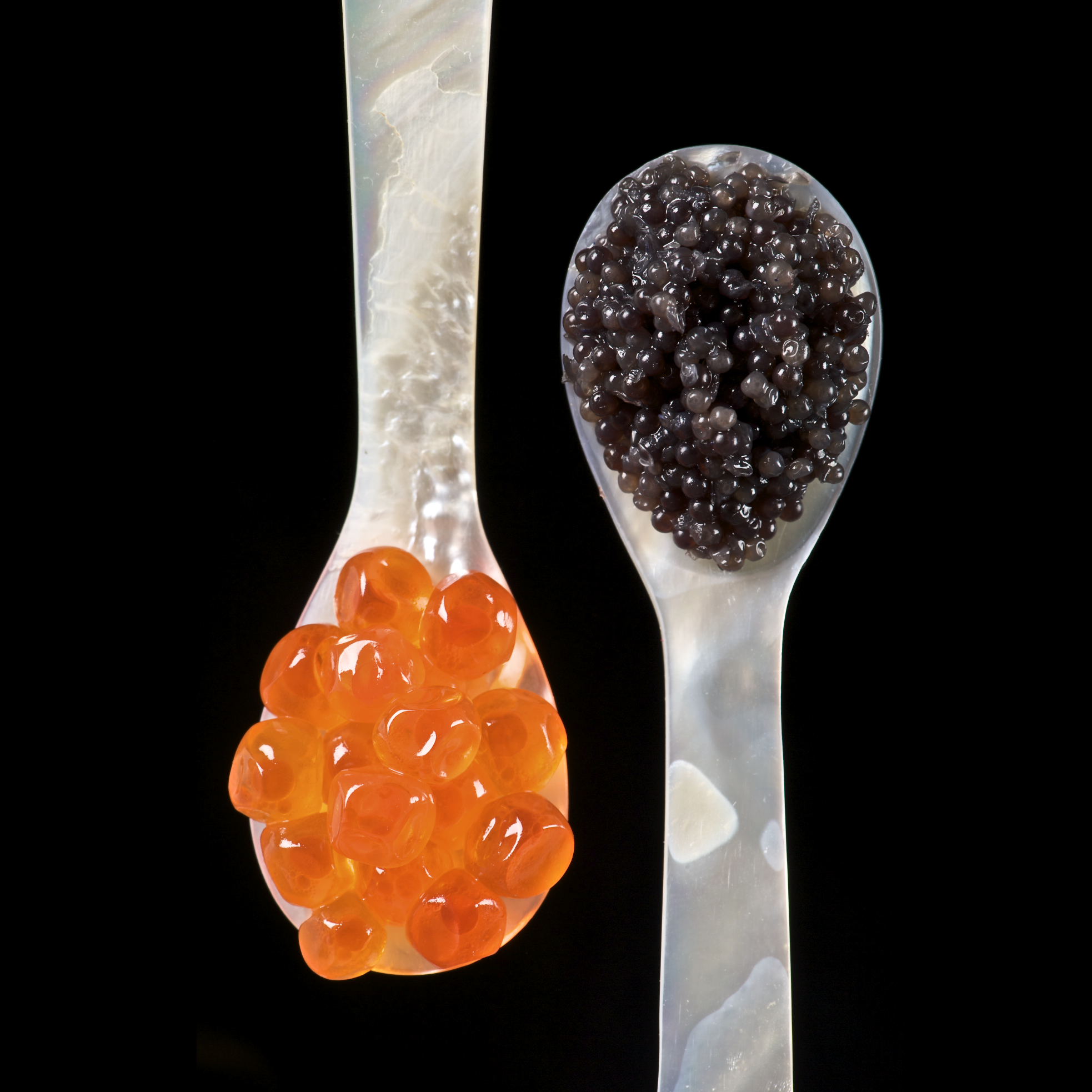
راست: خاویار (تخم ماهیان خاویاری)، چپ: تخم سالمون (ماهی آزاد)

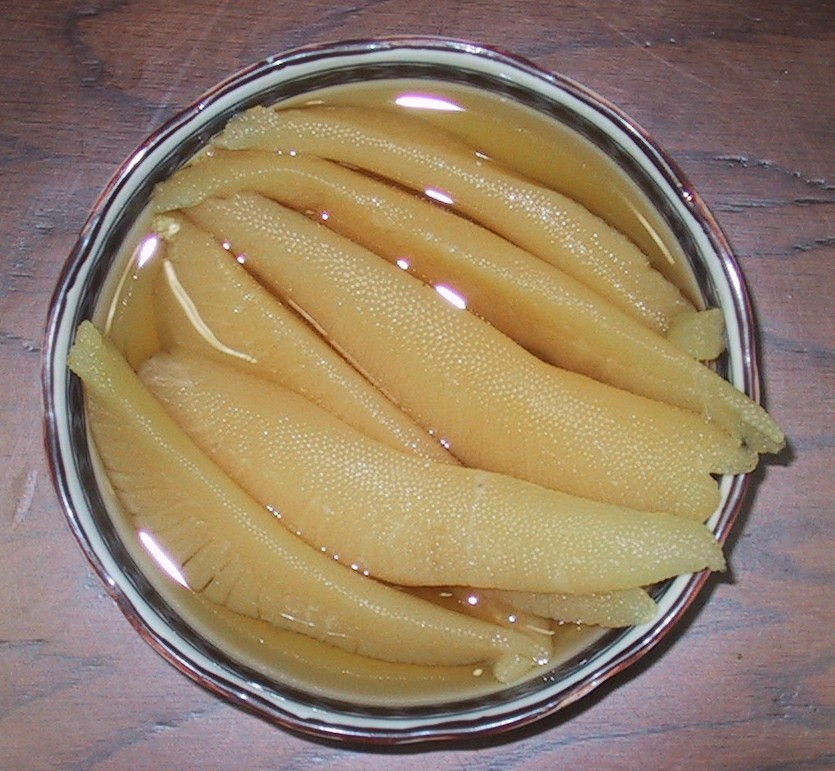
اشپل شاه‌ماهی، ژاپن

اَشپَل (در زبان مازندرانی: اِشپِل، در زبان گیلکی اِشپِل یا اَشپُول) به تخم ماهی که پس از صید از شکم آن بیرون آورده شده و مصرف خوراکی دارد. 
اشپل در آشپزی ملل گوناگون به کار می‌رود. خاویار (تخم ماهیان خاویاری) گران و پرطرفدار است. در شمال ایران و در ساحل دریای خزر، به ویژه استان گیلان، با اشپل ماهی‌های گوناگون خوراک درست می‌کنند. از جمله ماهی سفید، خاویار، ماهی کولی و ماهی سیم (در زبان گیلکی: کولمه). در ایران گاه با آن کوکوی اشپل می‌پزند.یکی از مصارف عمده اشپل در شمال ایران استفاده از نوع نمک سود شوده آن به عنوان چاشنی در کنار کته کباب است که از غذای معروف و پرطرفدار محسوب می‌شود.

## نگارخانه

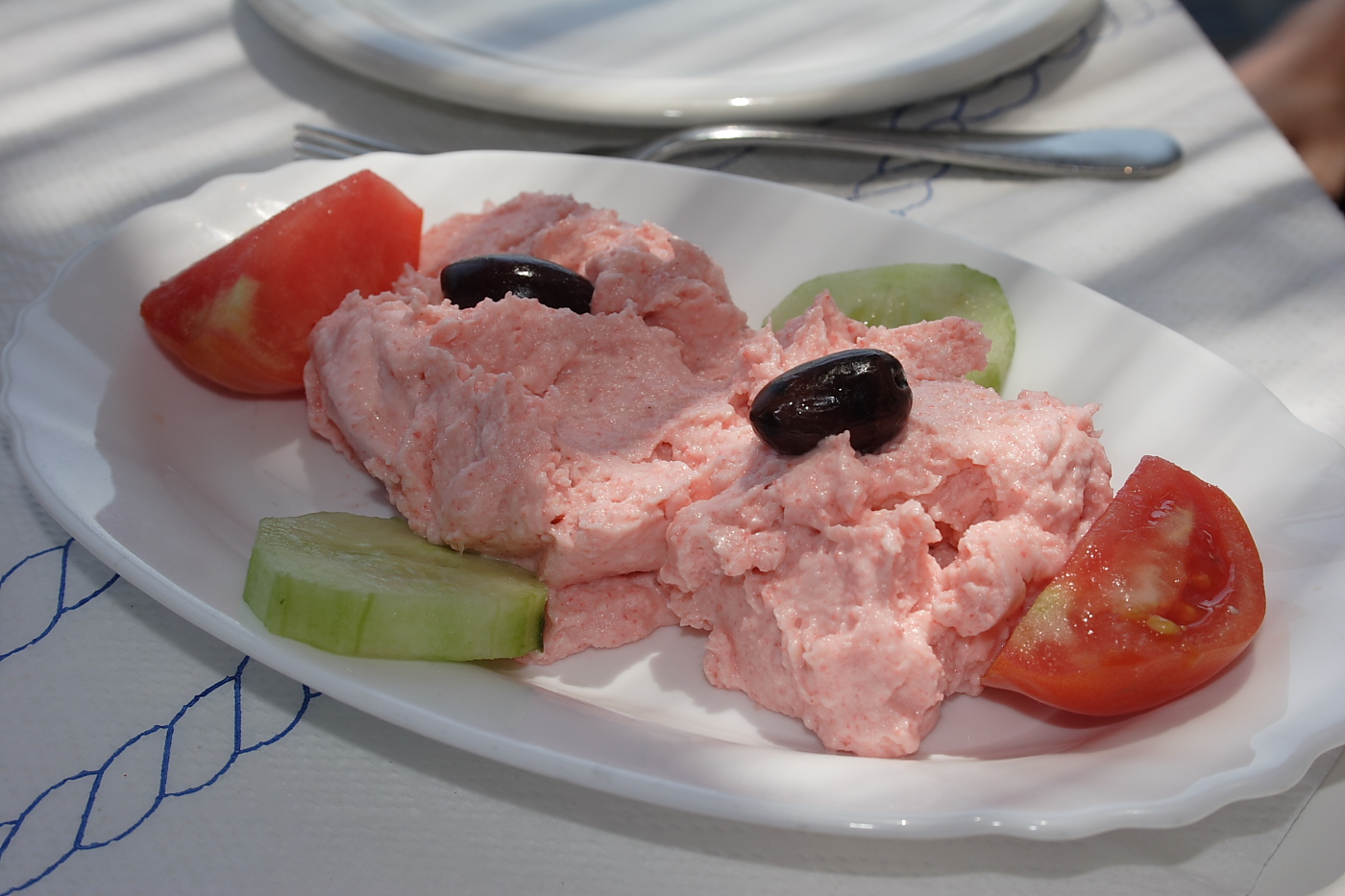
تاراماسالات، سالاد تاراما، گونه‌ای مزه در آشپزی یونانی و آشپزی ترکیه
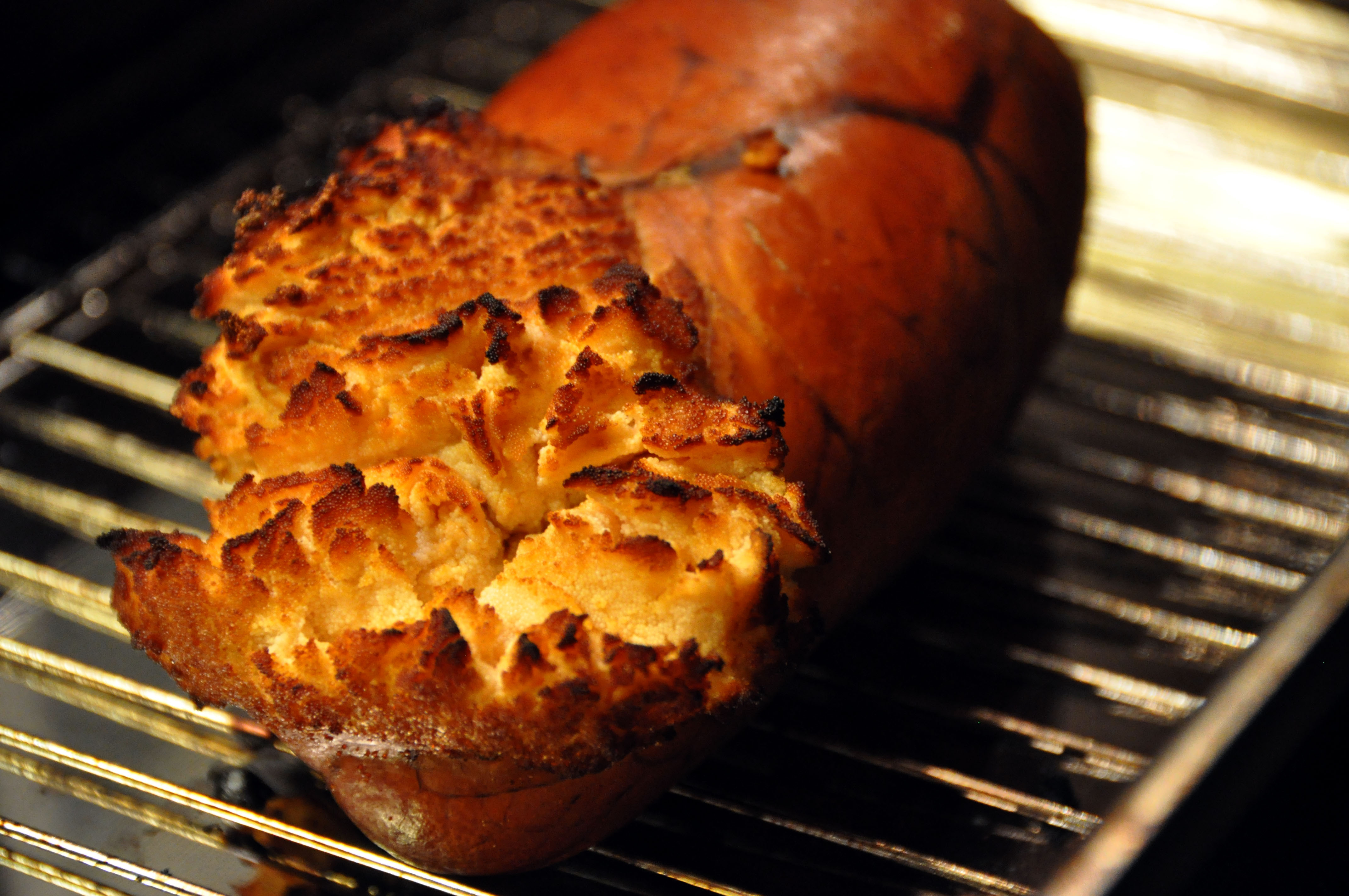
اشپل دودی ماهی cod. دانمارک
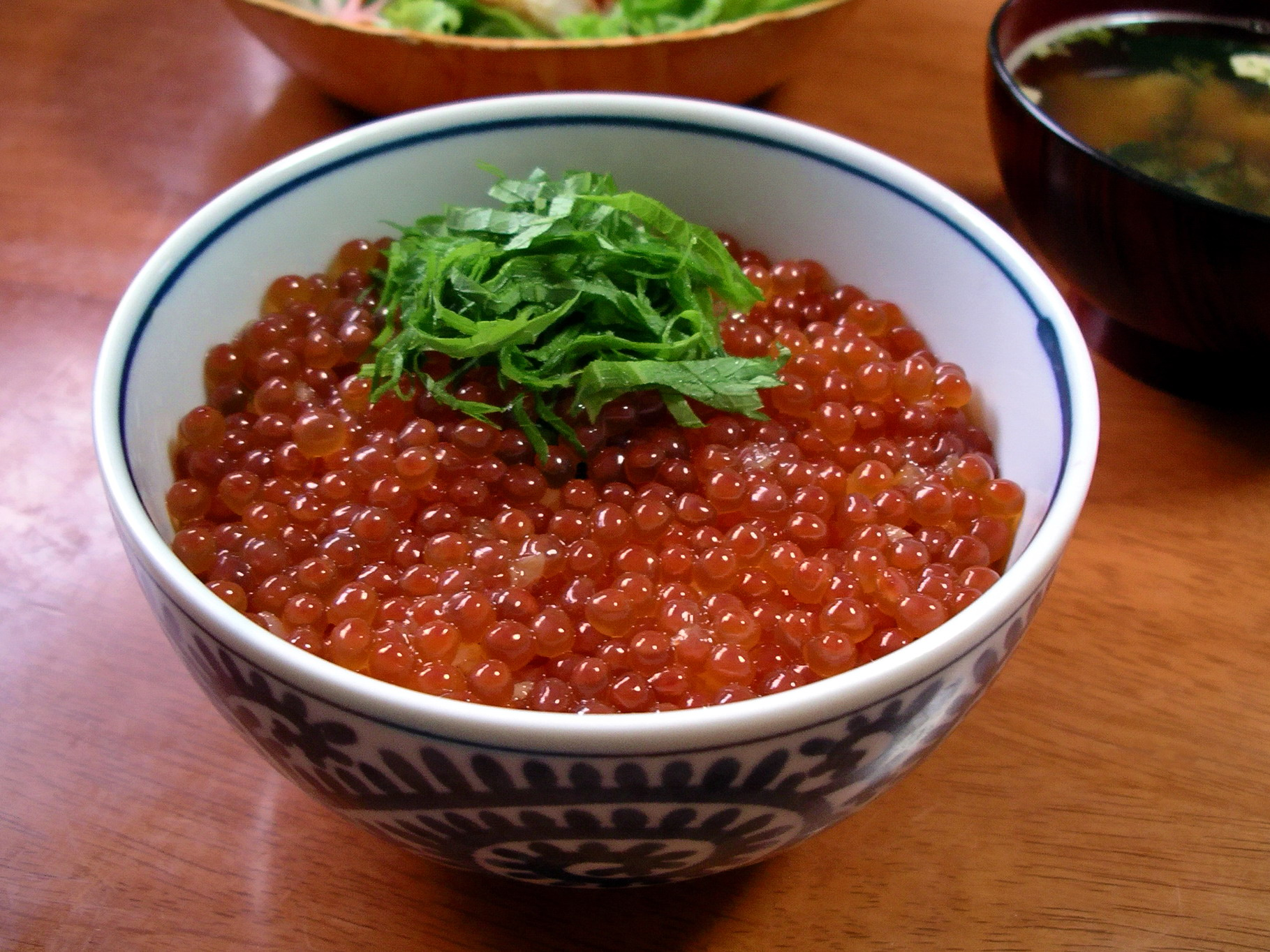
ایکورادُن، یک کاسه برنج که روی آن اشپل می‌ریزند. ژاپن
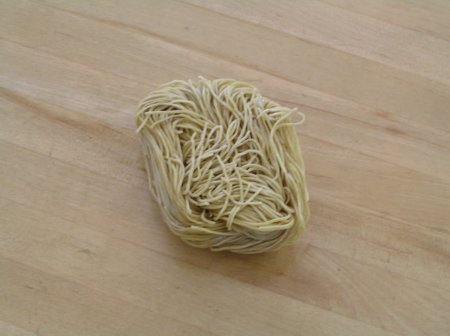
نودل خام درست شده از اشپل میگو، ژاپن
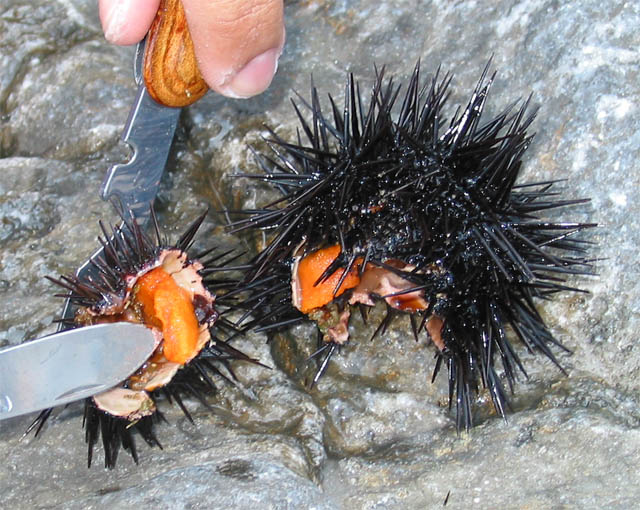
اشپل توتیای دریایی
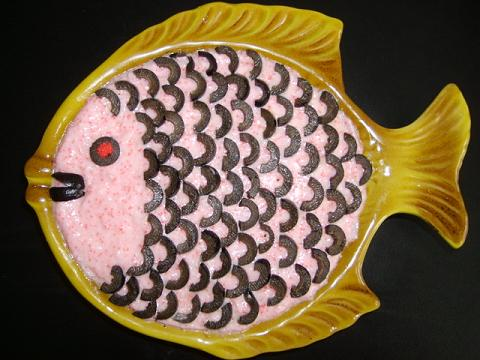
سالاد اشپل رومانیایی تزئین شده با زیتون سیاه